# JC.COM
『JC.COM』（ジェイシードットコム）は、集英社が発行していた隔月刊アンソロジーコミック。2008年12月19日に刊行が開始され、2010年10月20日発売の第12号まで刊行された。
サブタイトルは「COMIC,COMMUNICATION,COMRADE.」。

## 概要
集英社〈愛蔵版コミックス〉レーベルより発行されていたアンソロジーコミックであり、その体裁も通常の単行本と同じく表紙カバーが付いていた。しかし掲載内容は全て初発表のオリジナル作品であり、性質的には漫画雑誌に近い。そのため掲載作品の単行本も発売されており、本誌と同じく〈愛蔵版コミックス〉レーベルより発行されている。
当初はデザイン、入稿、校了以外は全て一人で作業する実質一人編集体制であったが、第5号より二人編集体制となった。

## 掲載作品

### 漫画
| 著者         | タイトル                          | 掲載号          | 備考                                                                                     |
| ------------ | --------------------------------- | --------------- | ---------------------------------------------------------------------------------------- |
| 上山徹郎     | ミツヨシ 完結編                   | 第1号 - 第10号  | 『月刊コミック電撃大王』連載「隻眼獣ミツヨシ」の続編。                                   |
| 竹内桜       | 赤龍の乙女                        | 第1号 - 第12号  | 著者曰く未完。                                                                           |
| 佐藤ショウジ | FIRE FIRE FIRE トリプルファイヤー | 第1号 - 第12号  |                                                                                          |
| 寺田亨       | Le Petit Monde                    | 第1号 - 第12号  | バンド・デシネ作品。海外で既に発売済みのものを邦訳し再録。原作：J.D.モルヴァン           |
| 藤原カムイ   | ROOTS                             | 第1号 - 第9号   |                                                                                          |
| 藤原カムイ   | orz                               | 第10号 - 第12号 | 『月刊COMICリュウ』連載「LOVE SYNC DREAM」（原作：J.D.モルヴァン）のクロスオーバー作品。 |
| mebae        | 忌野律は蝶の羽ばたき              | 第11号 - 第12号 |                                                                                          |
| 柳澤一明     | 灼紅の守護者                      | 第2号 - 第12号  |                                                                                          |

### コラム
- ROOTS探検隊（田埜哲文）：第1号 - 第9号

### 表紙
- 村田蓮爾：第1号 - 第12号